# ヘセ・ロドリゲス
ヘセ・ロドリゲス（Jesé Rodríguez、 1993年2月26日 - ）は、スペイン・カナリア諸島州ラス・パルマス・デ・グラン・カナリア出身のサッカー選手。マレーシア・スーパーリーグ、ジョホール・ダルル・タクジムFC所属。ポジションはフォワード。

## クラブ経歴

### プロ入り前
カナリア諸島のラス・パルマス・デ・グラン・カナリアに生まれ、14歳だった2007年にレアル・マドリードの下部組織に加入。2011年1月16日、セグンダ・ディビシオンB（3部相当）のUDラス・パルマス戦(5-0)で、レアル・マドリード・カスティージャデビューを飾った。2010-11シーズンはフベニールAで17得点を挙げる活躍を見せ、シーズン終了後には正式にカスティージャに昇格した。
2011年7月には、トップチームのジョゼ・モウリーニョ監督によってプレシーズン遠征に招集された。7月17日に行われたロサンゼルス・ギャラクシーとのプレシーズンマッチでは、64分にホセ・マリア・カジェホンとの交代で出場し、非公式戦ながらトップチームデビューを果たした。8月3日の広州恒大戦では、出場後わずか20秒でアンヘル・ディ・マリアのクロスからトップチーム初得点を挙げた。同年10月2日のラ・ローダCF戦では、アルバロ・モラタのアシストからカスティージャでの公式戦初得点を挙げたが、この試合には結局2-4で敗れた。12月6日、モウリーニョ監督によってUEFAチャンピオンズリーグのアヤックス戦(3-0)に招集されたが、ベンチを離れることなく試合を終えた。しかし、アヤックス戦の6日後に行われたコパ・デル・レイ1回戦のSDポンフェラディーナ戦(2-0)で再び招集されると、残り15分の段階でクリスティアーノ・ロナウドと交代し、公式戦でのトップチームデビューを果たした。2012年3月24日のレアル・ソシエダ戦(5-1)では、残り10分の段階でロナウドとの交代でピッチに入り、プリメーラ・ディビシオンデビューを飾った。

### レアル・マドリード
2013-14シーズンは新たに監督に就任したカルロ・アンチェロッティに見出され正式にトップチームに昇格。ロナウド、カリム・ベンゼマに加え、新加入のガレス・ベイル（通称:BBC）という分厚い選手層に阻まれ出場機会は限られたものの、第10節の宿敵バルセロナとのクラシコでは1-2で敗れはしたが途中出場で一矢を報いるゴールを挙げるなど、スーパーサブ的な活躍を見せる。アンチェロッティの信頼も得て出場機会を増やしていた矢先の2014年3月のチャンピオンズリーグのシャルケ04戦で相手選手と接触し、右膝前十字靭帯断裂の重傷を負った。この負傷は後にヘセ本人が”キャリアを変えた”と振り返るほどで、2013-14シーズンの残り全試合と2014-15シーズンの前半戦を欠場し、2014年12月のコパ・デル・レイ4回戦のUEコルネジャ戦で約8ヶ月ぶりに復帰した。同月に開催されたFIFAクラブワールドカップのメンバーに選出され、優勝メンバーとなったが個人では長期欠場の影響でなかなかコンディションが上がらず、BBCに加えハビエル・エルナンデスの台頭もあり2014-15シーズンは目立った活躍を見せられずシーズンを終えた。2015-16シーズンはベイルの負傷、ハビエル・エルナンデスがレンタルの終了にともない移籍したことによって、新監督となったラファエル・ベニテスのもと準レギュラーとしてプレーした。ベニテスが解任された後もジネディーヌ・ジダン新監督のもと同様にコンスタントにプレーしたが、リーグ戦では先発出場はわずか7試合で控えの扱いに留まった。なお2016年2月18日に行われたUEFAチャンピオンズリーグ・ラウンド16のASローマ戦1stレグで欧州CLでの初ゴールを記録した。

### パリ・サンジェルマン
2016年8月8日、リーグ・アンのパリ・サンジェルマンへ完全移籍することが発表された。契約期間は5年間で移籍金は2500万ユーロと報じられている。シーズン開幕前に虫垂炎を患い、出遅れたことも影響して9試合の出場に留まり、私生活を含めてサポーターから非難を受けた。パリでは出番が得られず、ヘセ本人も移籍を希望したため、2017年の冬の移籍市場で故郷のUDラス・パルマスにレンタル移籍した。契約期間は2016-17シーズン終了まで。ラス・パルマスでは16試合に出場して3ゴールを記録してまずまずの活躍を見せ、ヘセ本人もラス・パルマスへの残留を希望する発言をしていたが、シーズン終了後にPSGへ復帰。しかし2017年夏にPSGがFWの大型補強をした煽りを受け、2017年8月16日にプレミアリーグのストーク・シティFCへレンタル移籍が決定。ストークでは13試合の出場でわずか1ゴールに留まり、チームも降格した。
2019年1月29日、レアル・ベティスへシーズン終了までのレンタル移籍。
2019年9月2日、スポルティングCPへのレンタル移籍が決定。

### ラス・パルマス
2021年2月1日、UDラス・パルマスに復帰した。

### アンカラギュジュ
2022年6月28日、MKEアンカラギュジュに加入することが発表された。契約期間は1年間。2023年1月13日、クラブを退団した。

### サンプドリア
2023年2月10日、UCサンプドリアに加入した。

### コリチーバ
2023年9月、コリチーバFCに加入した。9月22日のリーグ戦で移籍後初出場した。

### ジョホールDT
2023年末にコリチーバを退団した後はおよそ10ヶ月間無所属の状態が続いたが、2024年10月にマレーシア・スーパーリーグのジョホール・ダルル・タクジムFCに加入することが発表された。2025年2月18日、AFCチャンピオンズリーグエリートの浦項スティーラース戦（5-2）で得点を挙げた。

## 代表経歴

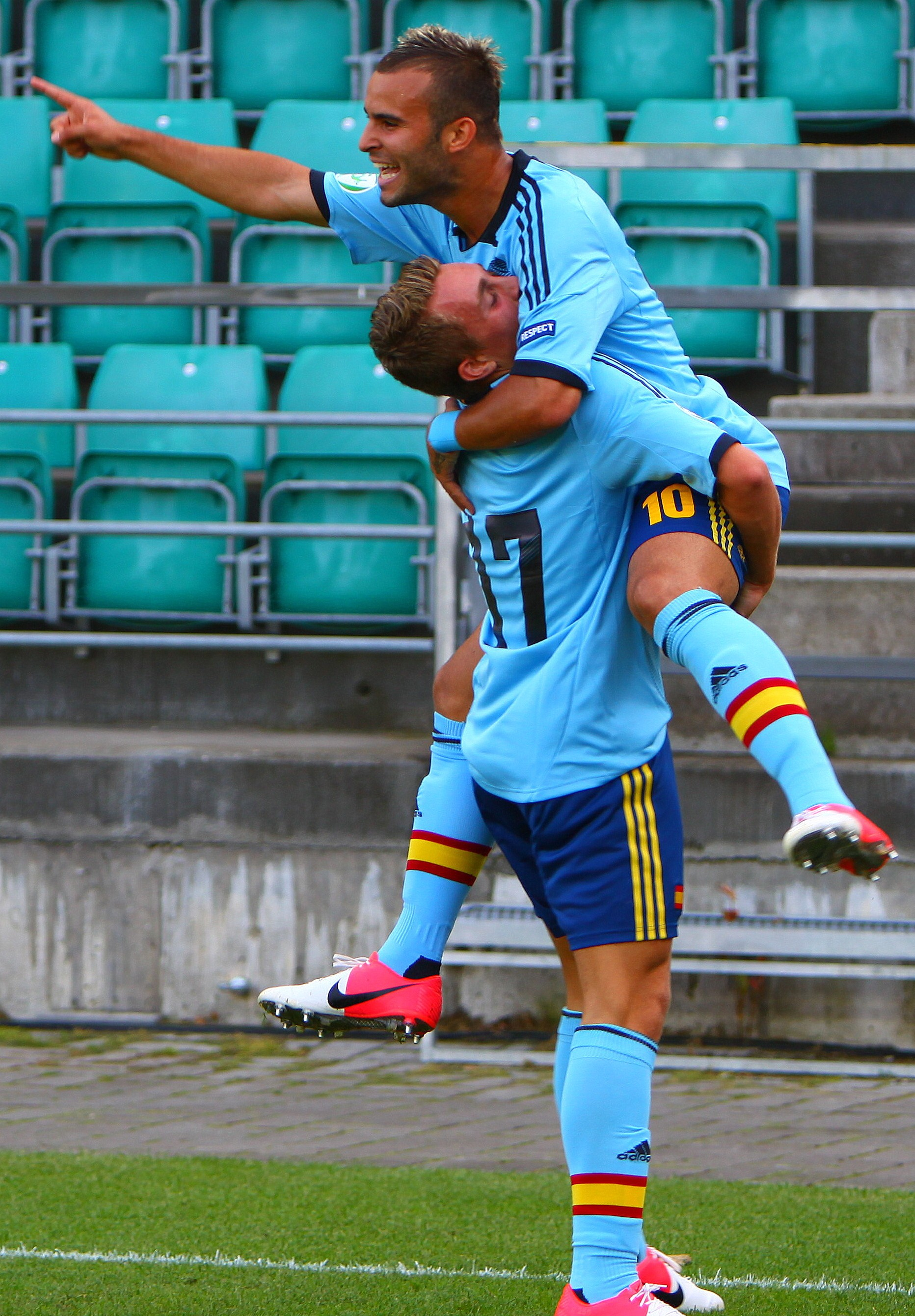
U-19ポルトガル戦でジェラール・デウロフェウ（左）と得点を喜ぶヘセ（右）

2009年にU-16スペイン代表デビューした。2010年にはU-17スペイン代表としてUEFA U-17欧州選手権2010に出場し、準優勝したチームで1ゴールを記録した。2012年にエストニアで開催されたUEFA U-19欧州選手権2012では、7月6日のU-19ポルトガル戦(3-3)でハットトリックを達成するなど、グループリーグだけで4得点を挙げた。また、決勝のU-19ギリシャ戦(1-0)では大会5点目となる決勝点を奪って優勝に貢献し、自身は5得点で大会得点王に輝いた。2013年にトルコで開催されたU-20ワールドカップでは5得点を挙げ、ブロンズシューズ（同じ5得点のブルマがアシスト数で上回ったため）に選出された。

## 音楽活動
2014年、レゲトンユニット、Big Flowのボーカルとしてデビューし、『La mano arriba（手を挙げろ）』をリリースした。同年11月以降は「Jey M」名義でソロ活動を行っており、2015年6月にJey M名義では初となるシングル『Yo sabía（知っていたよ）』を発表した。

## 個人成績

### クラブでの成績
2025年5月3日現在
| クラブ                             | シーズン       | リーグ                  | リーグ | リーグ | カップ戦 | カップ戦 | リーグ杯 | リーグ杯 | 国際大会 | 国際大会 | その他 | その他 | 通算 | 通算 |
| クラブ                             | シーズン       | ディビジョン            | 出場   | 得点   | 出場     | 得点     | 出場     | 得点     | 出場     | 得点     | 出場   | 得点   | 出場 | 得点 |
| ---------------------------------- | -------------- | ----------------------- | ------ | ------ | -------- | -------- | -------- | -------- | -------- | -------- | ------ | ------ | ---- | ---- |
| レアル・マドリード・カスティージャ | 2010-11        | セグンダ・ディビシオンB | 3      | 0      | —        | —        | —        | —        | —        | —        | —      | —      | 3    | 0    |
| レアル・マドリード・カスティージャ | 2011-12        | セグンダ・ディビシオンB | 36     | 9      | —        | —        | —        | —        | —        | —        | 3      | 2      | 39   | 11   |
| レアル・マドリード・カスティージャ | 2012-13        | セグンダ・ディビシオン  | 38     | 22     | —        | —        | —        | —        | —        | —        | —      | —      | 38   | 22   |
| レアル・マドリード・カスティージャ | 通算           | 通算                    | 77     | 31     | —        | —        | —        | —        | —        | —        | 3      | 2      | 80   | 33   |
| レアル・マドリード                 | 2011-12        | ラ・リーガ              | 1      | 0      | 1        | 0        | —        | —        | 0        | 0        | 0      | 0      | 2    | 0    |
| レアル・マドリード                 | 2013-14        | ラ・リーガ              | 18     | 5      | 8        | 3        | —        | —        | 5        | 0        | 0      | 0      | 31   | 8    |
| レアル・マドリード                 | 2014-15        | ラ・リーガ              | 16     | 3      | 3        | 1        | —        | —        | 3        | 0        | 1      | 0      | 23   | 4    |
| レアル・マドリード                 | 2015-16        | ラ・リーガ              | 28     | 5      | 1        | 0        | —        | —        | 9        | 1        | —      | —      | 38   | 6    |
| レアル・マドリード                 | 通算           | 通算                    | 63     | 13     | 13       | 4        | —        | —        | 17       | 1        | 1      | 0      | 94   | 18   |
| パリ・サンジェルマン               | 2016-17        | リーグ・アン            | 9      | 1      | 0        | 0        | 1        | 1        | 4        | 0        | 0      | 0      | 14   | 2    |
| パリ・サンジェルマン               | 2018-19        | リーグ・アン            | 0      | 0      | 1        | 0        | 0        | 0        | 0        | 0        | 0      | 0      | 1    | 0    |
| パリ・サンジェルマン               | 2019-20        | リーグ・アン            | 1      | 0      | 0        | 0        | 0        | 0        | 0        | 0        | 0      | 0      | 1    | 0    |
| パリ・サンジェルマン               | 2020-21        | リーグ・アン            | 2      | 0      | 0        | 0        | —        | —        | 0        | 0        | 0      | 0      | 2    | 0    |
| パリ・サンジェルマン               | 通算           | 通算                    | 12     | 1      | 1        | 0        | 1        | 1        | 4        | 0        | 0      | 0      | 18   | 2    |
| ラス・パルマス (loan)              | 2016-17        | ラ・リーガ              | 16     | 3      | 0        | 0        | —        | —        | —        | —        | —      | —      | 16   | 3    |
| ストーク・シティ (loan)            | 2017-18        | プレミアリーグ          | 13     | 1      | 0        | 0        | 0        | 0        | —        | —        | —      | —      | 13   | 1    |
| ベティス (loan)                    | 2018-19        | ラ・リーガ              | 14     | 2      | 2        | 0        | —        | —        | 2        | 0        | 0      | 0      | 18   | 2    |
| スポルティングCP (loan)            | 2019-20        | プリメイラ・リーガ      | 12     | 1      | 1        | 0        | 2        | 0        | 2        | 0        | 0      | 0      | 17   | 1    |
| ラス・パルマス                     | 2020-21        | セグンダ・ディビシオン  | 16     | 2      | 0        | 0        | —        | —        | —        | —        | 0      | 0      | 16   | 2    |
| ラス・パルマス                     | 2021-22        | セグンダ・ディビシオン  | 39     | 11     | 0        | 0        | —        | —        | —        | —        | 2      | 0      | 41   | 11   |
| ラス・パルマス                     | 通算           | 通算                    | 57     | 13     | 0        | 0        | —        | —        | —        | —        | 0      | 0      | 57   | 13   |
| アンカラギュジュ                   | 2022-23        | スュペル・リグ          | 14     | 2      | 2        | 3        | —        | —        | —        | —        | —      | —      | 16   | 5    |
| サンプドリア                       | 2022-23        | イタリア・セリエA       | 11     | 1      | —        | —        | —        | —        | —        | —        | —      | —      | 11   | 1    |
| コリチーバ                         | 2023           | ブラジレイロ・セリエA   | 6      | 1      | —        | —        | —        | —        | —        | —        | —      | —      | 6    | 1    |
| ジョホールDT                       | 2024-25        | MSL                     | 7      | 2      | 3        | 1        | —        | —        | 3        | 1        | —      | —      | 13   | 4    |
| キャリア総通算                     | キャリア総通算 | キャリア総通算          | 300    | 71     | 22       | 8        | 3        | 1        | 28       | 2        | 6      | 2      | 359  | 84   |

1. 1 2  昇格プレーオフ
2. 1 2 3 4  UEFAチャンピオンズリーグ
3. ↑  FIFAクラブワールドカップ
4. 1 2  UEFAヨーロッパリーグ
5. ↑  AFCチャンピオンズリーグエリート

## 代表歴

### 出場大会
- U-17スペイン代表
  - UEFA U-17欧州選手権2010（準優勝）
- U-19スペイン代表
  - UEFA U-19欧州選手権2012（優勝）
- U-20スペイン代表
  - 2013 FIFA U-20ワールドカップ（ベスト8）

## タイトル

### クラブ
レアル・マドリード
- プリメーラ・ディビシオン : 2011–12
- コパ・デル・レイ : 2013-14
- UEFAチャンピオンズリーグ : 2013-14, 2015-16
- UEFAスーパーカップ : 2014
- FIFAクラブワールドカップ : 2014

レアル・マドリード・カスティージャ
- セグンダ・ディビシオンB : 2011–12

パリ・サンジェルマンFC
- トロフェ・デ・シャンピオン : 2017
- リーグ・アン : 2019-20

ジョホールDT
- マレーシア・スーパーリーグ : 2024-25
- マレーシアカップ : 2024-25

### 代表
U-19スペイン代表
- UEFA U-19欧州選手権 : 2012

### 個人
- UEFA U-19欧州選手権 得点王 : 2012
- FIFA U-20ワールドカップ ブロンズシューズ : 2013
- サラ賞 : 2012-13